# Rohullah Nikpai
Rohullah Nikpai (Wardak, 15 juni 1987) is een Afghaans taekwondoka. Hij vertegenwoordigde Afghanistan op verschillende grote internationale toernooien. Hij won twee keer olympisch brons.
In 2008 nam Nikpai voor het eerst deel aan de Olympische Zomerspelen. In de klasse tot 58 kg versloeg hij, in de strijd om het brons, de Spaanse tweemalig wereldkampioen Juan Antonio Ramos. Met het behalen van deze medaille werd Nikpai de eerste Afghaanse olympische medaillewinnaar. Tijdens de Olympische Zomerspelen 2012 kwam Nikpai uit in de categorie tot 68 kg. Opnieuw behaalde hij een bronzen medaille: in de strijd om het brons won hij van de Brit Martin Stamper.

## Palmares

### Klasse tot 58 kg
- 2008:  Aziatische kampioenschappen
- 2008:  OS Peking

### Klasse tot 68 kg
- 2011:  WK
- 2012:  Aziatische kampioenschappen
- 2012:  OS Londen
- 2014:  Aziatische kampioenschappen